# Schweizer Fussballmeisterschaft 1906/1907
Desátý ročník Schweizer Fussballmeisterschaft 1906/1907 (česky: Švýcarské fotbalové mistrovství) se konal za účastí již 16 klubů.
Šestnáct klubů bylo rozděleno do tří skupin (východ A, střed a západ), poté se vítězové skupin utkali proti sobě každý s každým. Sezonu vyhrál poprvé ve své historii Servette FC. Ve finálové skupině neprohrál žádné utkání.